# Diphrontis gerstaeckeri
Diphrontis gerstaeckeri är en skalbaggsart som beskrevs av Max Quedenfeldt 1884. Diphrontis gerstaeckeri ingår i släktet Diphrontis och familjen Cetoniidae. Inga underarter finns listade i Catalogue of Life.